# Ołeksandr Dyndikow
Ołeksandr Łeonidowycz Dyndikow, ukr. Олександр Леонідович Диндіков (ur. 3 stycznia 1982) – ukraiński piłkarz, grający na pozycji pomocnika.

## Kariera piłkarska

### Kariera klubowa
Wychowanek klubu Kremiń Krzemieńczuk, w którym w wieku 16 lat i 2 miesięcy rozpoczął karierę piłkarską. W sezonie 2000-2001 grał w niemieckim FC Sachsen Lipsk. Na początku 2002 został zaproszony do Metałurha Donieck, w barwach którego 3 czerwca 2002 roku debiutował w Wyszczej Lidze w meczu z Metalistem Charków (1:3). W lipcu 2002 był na testach w Stali Ałczewsk, ale powrócił do Doniecka. Latem 2003 przeszedł do Stali Dnieprodzierżyńsk. Latem 2004 został piłkarzem Zirki Kirowohrad. Potem wyjechał za granicę, gdzie bronił barw mołdawskiego Tiligul-Tiras Tyraspol, ormiańskiego Bananca Erywań i uzbeckiego OTMK Olmaliq.

## Sukcesy i odznaczenia

### Sukcesy klubowe
- brązowy medalista Mistrzostw Ukrainy: 2002